# Valéria Lieskovská
Valéria Lieskovská (* 13. srpna 1924—18. prosince 2016) byla slovenská a československá politička a poúnorová bezpartijní poslankyně Národního shromáždění ČSSR a Sněmovny lidu Federálního shromáždění.

## Biografie
Ve volbách roku 1964 byla zvolena do Národního shromáždění ČSSR za Západoslovenský kraj jako bezpartijní poslankyně. V Národním shromáždění zasedala až do konce volebního období parlamentu v roce 1968.
K roku 1968 se profesně uvádí jako vedoucí oddělení výrobního podniku z obvodu Nitra.
Po federalizaci Československa usedla roku 1969 do Sněmovny lidu Federálního shromáždění (volební obvod Nitra), kde setrvala do konce volebního období, tedy do voleb v roce 1971.
V roce 2004 oslavila 80. narozeniny. Připomíná se tehdy jako obyvatelka města Nitra.